# Ptochostola metascotiella
Ptochostola metascotiella là một loài bướm đêm trong họ Crambidae.